# إيما غرين
إيما غرين (بالسويدية: Emma Anna-Maria Green Tregaro) (و. 1984  م) هي منافسة ألعاب القوى سويدية، ولدت في غوتنبرغ، شاركت في الألعاب الأولمبية الصيفية 2012، والألعاب الأولمبية الصيفية 2008.

## روابط خارجية
- إيما غرين على موقع الاتحاد الدولي لألعاب القوى (الإنجليزية)
- إيما غرين على موقع الدوري الماسي (الإنجليزية)
- إيما غرين على موقع اللجنة الأولمبية الدولية (الإنجليزية)
- إيما غرين على موقع أوليمبيديا (الإنجليزية)
- إيما غرين على موقع اللجنة الأولمبية السويدية (السويدية)